# Sierra del Merendón

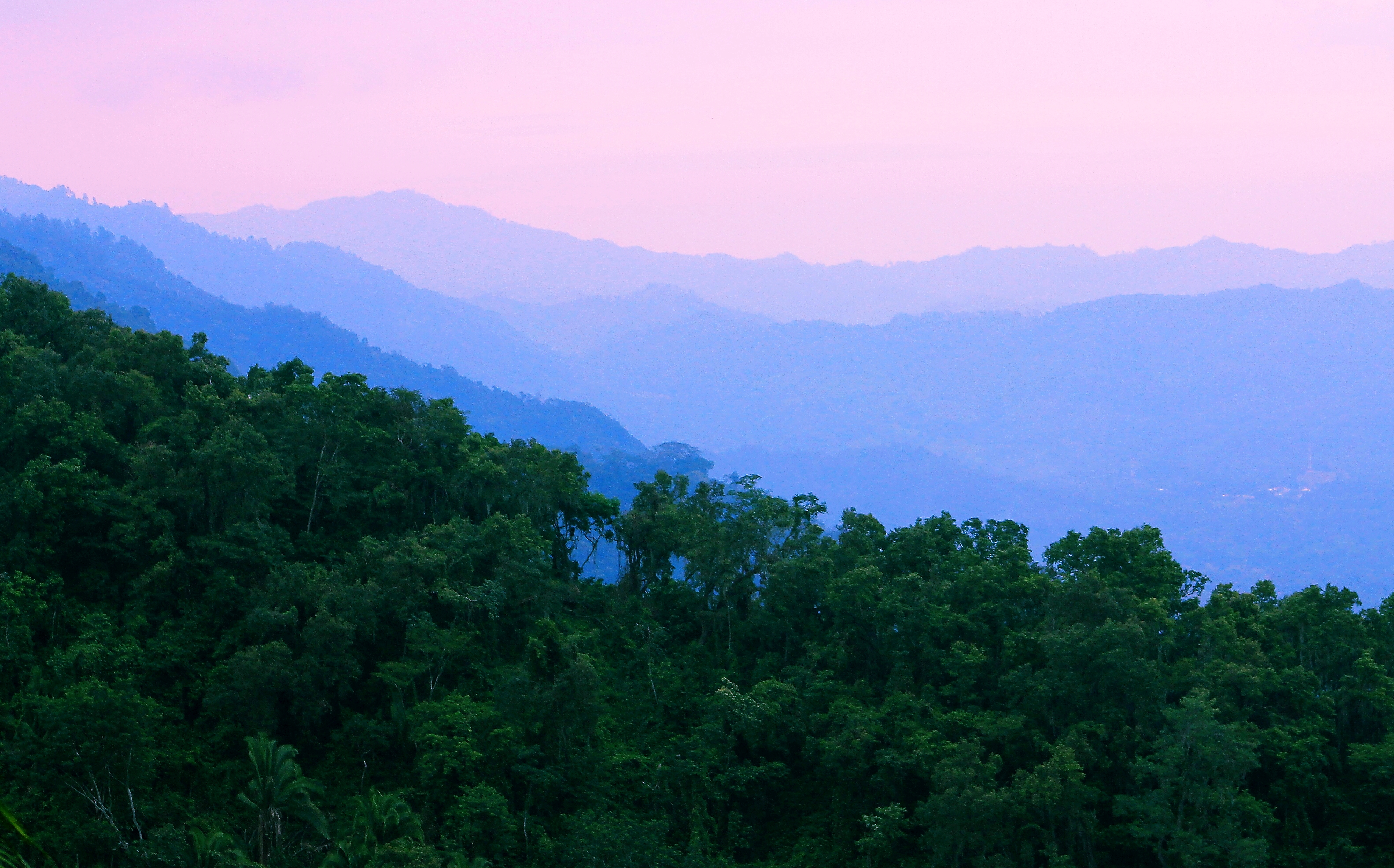
Sierra del Merendón

Die Sierra del Merendón ist eine Gebirgskette, die von Norden nach Süden entlang der Grenze von Guatemala vorwiegend in Honduras bis zur Grenze von El Salvador verläuft. Sie gehört im weiteren Sinne zur Sierra Madre de Chiapas.
Die Westseite wird durch den Río Lempa begrenzt. Im Laufe der Geschichte wurde die Gebirgskette mit verschiedenen Namen bezeichnet, wie zum Beispiel im Departamento Ocotepeque als Montaña de Pacaya, in Puerto Cortés als Sierra de Omoa und in San Pedro Sula als Montaña El Merendon.
Diese Gebirgskette hat eine große Vielfalt an Lebensräumen und liegt häufig in den Wolken. Das Gebiet verfügt über eine hohe Niederschlagsmenge, die Jahres-Durchschnittstemperatur beträgt rund 19 ° Celsius. Das prägende Biom sind die Wolken- und Nebelwälder.
Die wichtigsten Erhebungen sind:
- Pico Sumpul, 2.730 m
- Pico San Ildefonso, 2.242 m
- Erapuca, 2.380 m und der
- Cerro Azul mit 2.285 Meter über dem Meeresspiegel.

Auf der honduranischen Seite befindet sich der Nationalpark Cusuco.